# Neven Subotić
Neven Subotić (phát âm tiếng Đức: [ˈnɛvɛn ˈsuːbotɪt͡ʃ], Kirin Serbia: Heвeн Cубoтић; sinh ngày 10 tháng 12 năm 1988) là cựu cầu thủ bóng đá chuyên nghiệp người Serbia chơi ở vị trí trung vệ.
Anh bắt đầu thi đấu chuyên nghiệp từ mùa giải 2006–07 cho Mainz 05. Năm 2008, anh đến Dortmund và trở thành đối tác ăn ý với Mats Hummels tạo thành bộ đôi trung vệ hay nhất Bundesliga trong 2 mùa giải 2010–11 và 2011–12. Sau đó không lâu được gọi vào Đội tuyển bóng đá quốc gia Serbia.

## Thống kê sự nghiệp

### Câu lạc bộ
Tính đến tháng 8 năm 2015
| Câu lạc bộ          | Mùa giải            | Bundesliga | Bundesliga | DFB-Pokal | DFB-Pokal | Châu Âu | Châu Âu | Khác | Khác | Tổng cộng | Tổng cộng |
| Câu lạc bộ          | Mùa giải            | Trận       | Bàn        | Trận      | Bàn       | Trận    | Bàn     | Trận | Bàn  | Trận      | Bàn       |
| ------------------- | ------------------- | ---------- | ---------- | --------- | --------- | ------- | ------- | ---- | ---- | --------- | --------- |
| Mainz 05 II         | 2006–07             | 23         | 3          | 0         | 0         | 0       | 0       | 0    | 0    | 23        | 3         |
| Mainz 05 II         | Tổng cộng           | 23         | 3          | 0         | 0         | 0       | 0       | 0    | 0    | 23        | 3         |
| Mainz 05            | 2006–07             | 1          | 0          | 0         | 0         | 0       | 0       | 0    | 0    | 1         | 0         |
| Mainz 05            | 2007–08             | 33         | 4          | 1         | 0         | 0       | 0       | 0    | 0    | 34        | 4         |
| Mainz 05            | Tổng cộng           | 34         | 4          | 1         | 0         | 0       | 0       | 0    | 0    | 35        | 4         |
| Borussia Dortmund   | 2008–09             | 33         | 6          | 3         | 0         | 2       | 0       | 0    | 0    | 38        | 6         |
| Borussia Dortmund   | 2009–10             | 34         | 3          | 3         | 0         | 0       | 0       | 0    | 0    | 37        | 3         |
| Borussia Dortmund   | 2010–11             | 31         | 1          | 2         | 1         | 8       | 1       | 0    | 0    | 41        | 3         |
| Borussia Dortmund   | 2011–12             | 25         | 0          | 5         | 0         | 4       | 0       | 0    | 0    | 34        | 0         |
| Borussia Dortmund   | 2012–13             | 25         | 3          | 4         | 0         | 11      | 0       | 1    | 0    | 41        | 3         |
| Borussia Dortmund   | 2013–14             | 10         | 0          | 1         | 0         | 4       | 0       | 1    | 0    | 16        | 0         |
| Borussia Dortmund   | 2014–15             | 28         | 2          | 2         | 0         | 6       | 0       | 0    | 0    | 36        | 2         |
| Borussia Dortmund   | 2015–16             | 1          | 0          | 0         | 0         | 0       | 0       | 0    | 0    | 1         | 0         |
| Borussia Dortmund   | Tổng cộng           | 187        | 15         | 20        | 1         | 35      | 1       | 2    | 0    | 244       | 17        |
| Tổng cộng sự nghiệp | Tổng cộng sự nghiệp | 244        | 22         | 21        | 1         | 35      | 1       | 2    | 0    | 302       | 24        |

### Đội tuyển quốc gia
| Serbia    | Serbia | Serbia |
| Năm       | Trận   | Bàn    |
| --------- | ------ | ------ |
| 2009      | 9      | 1      |
| 2010      | 11     | 0      |
| 2011      | 8      | 0      |
| 2012      | 3      | 1      |
| 2013      | 5      | 0      |
| Tổng cộng | 36     | 2      |

#### Bàn thắng quốc tế
Scores and results list Serbia's goal tally first.
| # | Ngày                | Địa điểm                                          | Đối thủ        | Bàn thắng | Kết quả | Giải đấu                 |
| - | ------------------- | ------------------------------------------------- | -------------- | --------- | ------- | ------------------------ |
| 1 | 10 tháng 6 năm 2009 | Sân vận động Tórsvøllur, Tórshavn, Quần đảo Faroe | Quần đảo Faroe | 2–0       | 2–0     | Vòng loại World Cup 2010 |
| 1 | 5 tháng 6 năm 2012  | Sân vận động Råsunda, Solna, Thụy Điển            | Thụy Điển      | 1–1       | 1–2     | Giao hữu                 |

## Danh hiệu

### Câu lạc bộ
Borussia Dortmund
- Bundesliga: 2010–11, 2011–12
- DFB-Pokal: 2011–12
- DFL-Supercup: 2013, 2014

## Liên kết
- Neven Subotić – Thành tích thi đấu FIFA
- Website chính thức (tiếng Đức)
- Neven Subotić tại fussballdaten.de (tiếng Đức)
- Thông tin  trên Liên đoàn bóng đá Serbia (tiếng Serbia) & (tiếng Anh)
- Neven Subotić tại National-Football-Teams.com
- Neven Subotić – Thành tích thi đấu tại UEFA
- USsoccer.com Lưu trữ ngày 11 tháng 7 năm 2009 tại Wayback Machine